# Röthenbach West
Röthenbach West ist der Name eines statistischen Bezirks im Südwesten Nürnbergs. Er gehört zum Statistischen Stadtteil 5 “Südwestliche Außenstadt” und umfasst den westlichen Teil des Stadtteils Röthenbach bei Schweinau. Der Bezirk besteht aus den Distrikten 510 Röthenbach West (M-D-Kanal), 511 Röthenbach West (Birkenwald) und 512 Röthenbach West (Felsenstr.).